# 倒飞机
倒飞机，即倒置的珍妮（英語：Inverted Jenny）、倒珍妮或珍妮倒（英語：Jenny Invert）的中文俗称。是美国在1918年5月10日发行的一枚邮票。由于印刷错误，邮票中的“柯蒂斯·珍妮-4”飞机的图案上下倒置，估计大约有100张这样的错版邮票存世。印刷上的倒置使该邮票身价不菲，在2006年，一张“倒置的珍妮”大约价值50万美元。

## 背景
1918年，美国邮政办公室（即美國郵政署的前身）在对航空邮递进行多次试验后，决定于5月15日正式在华盛顿、费城和纽约之间开展航空邮递服务。邮政办公室为这项服务定价为颇具争议的24美分，远高于当时一级投递3美分的价格；并决定特地发行一种新的邮票，以美国的标志颜色——红色和蓝色相配，将被选中执行这类邮递任务的柯蒂斯·珍妮-4型双翼飞机印刷在票面上。
5月4日，印刷工厂根据设计图样，开始为邮票制作雕版。5月10日，邮票即进入印刷阶段，每个雕板印刷100个版张（与以往每版印制400张后切割为有100张的长方块不同）。由于是双色邮票，每一版都要通过印刷机两次，工人放纸时误将方向放反就会导致了邮票印刷倒置。在印刷过程中，至少检查出了三例这样的错版并加之以销毁。然而有一版印刷倒置的邮票没有被发现，流向了市场。在此后近90年的时间中，集邮爱好者们不断地尝试着把它们全部找出。
5月13日，邮票被递送到了各个邮局。集邮爱好者们意识到这之中可能会找到一些存在印刷倒置的邮票，于是蜂拥向当地邮局，购买邮票并仔细寻找其中的错误。收藏家W·T·罗比就是这些爱好者中之一：5月10日他在寄给的一个朋友的信中提到“应当注意寻找倒置的邮票”，在5月14日，罗比便来到邮局购买新的邮票，就像他后来所写的那样，当职员将一版印刷倒置的邮票拿出来的时候，“我的心脏都差点停止了跳动”。他买下了这版邮票，并要求看更多的邮票，但剩下的都是正常的。
这件事的其他一些细节并不是特别确定——罗比在后来给出了三个不同的说明——但他确实在发现错版邮票后，便与邮票商人和记者们联系，告诉了他们他的发现。此后的一个星期，在躲过邮政检查员的检查后，罗比将这版邮票以1.5万美元的价格出售给了著名的费城商人尤金·克莱因。克莱因在得到邮票后便以2万美元直接转手给了海蒂·格林的儿子“上校”赫兰德·格林。
克莱因告诉赫兰德将邮票分割开的话将更有价值，赫兰德表示赞成；于是这版邮票被分为了8块，一部分以四张连体的形式出售，剩余的则被分为单张出售。格林同时也保存了许多倒置的邮票，其中一张被存放于他妻子挂在项链上的小盒内。这个小盒在2002年5月18日在由西格尔拍卖行（Siegel Auction Galleries）举行的一场稀有品拍卖活动中出现。在这次拍卖中小盒并没有被售出，但据集邮出版社的报道，这个小盒将在之后的一次私人交易中以未知的价格被出售。

## 珍稀邮票交换

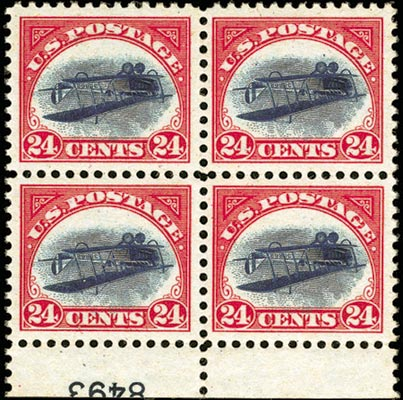
“倒飞机”四方连

2005年10月下旬，唯一的一份四张连体的倒置邮票被一位匿名买主以297万美元的价格买下。买主身份很快就被透露，是美国金融家比尔·格罗斯。随后他用“倒飞机”与神秘邮票公司的总裁唐纳德·松德曼（Donald Sundman）交换现今仅存两枚之一的1美分邮票Z Grill。在完成这项交易后，格罗斯成为了唯一一位拥有美国19世纪发行的所有邮票的人。

## 2006年美国中期选举
2006年11月，佛罗里达州布劳沃德县的选举工作人员在一封缺席投票的信封上发现了一枚“倒飞机”邮票。至于是谁寄出的这封邮件目前尚未知晓，寄信人没有在选票上留下任何可表明身份的信息，这意味着这张选票为废票。邮票的真伪性目前尚未得到专家的确认，因为佛罗里达州的法律规定，无论是否废票，都将在计数后密封入选票箱至少22个月。从这点看，邮票的真伪性只有等到密封期满后才可验证。
2006年11月13日，一位佛罗里达州萨拉索塔市的中老年男子与SNN新闻联系说，声称他便是邮寄那张选票的人。丹·雅各比说他使用了一枚用做纪念的大约50美分的邮票。

## 复刻版本
2013年9月22日，为纪念「倒置的珍妮」发行95周年，美国邮政发行了该邮票的复刻版本，面值由原先的24美分改为2美元，在左上方加上「2013」字样，並採用自動黏貼款式。该邮票以小全张形式发行，一套6枚，由6张相同的邮票组成。

## 趣闻
在1985年上映的美国电影《布鲁斯特的百万横财》中，有一段情节描述了男主角布鲁斯特（Brewster，理查德· 普赖尔饰）在接受了于30天内花费三千万美元的挑战之后，做的其中一件事便是尝试使用“倒飞机”来邮寄明信片。

### 脚注
1. ↑  . 华盛顿邮报. 2005-05-25  [2006-08-08]. （原始内容存档于2018-10-03）.
2. ↑  . azcentral.com. 2006-11-08  [2006-11-09].
3. ↑  . HeraldTribune.com. 2006-11-13  [2006-11-14]. （原始内容存档于2017-01-16）.
4. ↑  . American Philatelic Society. 9 September 2013  [2015-05-15]. （原始内容存档于2016-03-04）.
5. ↑  .   [2017-04-24]. （原始内容存档于2013-10-12）.

### 其他
- （英文） 乔治·阿米克，《倒飞机：谜、钱、狂》（The Inverted Jenny: Mystery, Money, Mania），斯科特出版业有限公司（Scott Pub Inc Co，1987年5月1日）。 ISBN 0-89487-089-0
- （英文） 史密森尼基金会关于在史密森尼国家邮政博物馆展出的“倒飞机”的文章
- （中文） 新华网：美选民投票时寄出价值50万美元邮票 Archive.today的存檔，存档日期2013-04-28